# Елефтерија Елефтерију
Елефтерија Елефтерију (грч. Ελευθερία Ελευθερίου; Паралимни, 12. мај 1989) грчко-кипарска је певачица и представница Грчке на Песми Евровизије 2012. у Бакуу (Азербејџан) где је са песмом Aphrodisiac заузела 17. место са 64 бода.

## Биографија
Елефтерија је рођена и одрасла на Кипру. Са 16 година наступила је као солиста у народном оркестру Кипарске националне телевизије РИК.
Године 2006. учествовала је на кипарском националном избору за Песму Евровизије у Атини са песмом Play That Melody to Me заједно са Маријом Зорли (завршила на 7. месту).
Године 2009. учествовала је у грчкој верзији ријалити програма The X Factor где је на велико изненађење публике и жирија испала у петој финалној емисији.
Елефтерија је учествовала на грчком националном избору за Песму Евровизије 2012. где је победила са песмом Aphrodisiac поставши тако представница Грчке на Евровизији 2012. у Бакуу. У финалу је заузела укупно 17. место са свега 64 освојена бода (или 9. место по гласању искључиво публике).